# Pedro de Tafalla
Pedro de Tafalla (Tafalla, 4 de septiembre de 1605–El Escorial, 6 de marzo de 1660), fue un músico, organista y maestro de capilla español de origen navarro, conocido por su actividad musical en el Monasterio de El Escorial.

## Vida
Pedro de Tafalla  nació el 4 de septiembre de 1605 en la localidad Navarra de Tafalla. Con tan solo 9 años, fue admitido en El Escorial para estudiar órgano y composición. Enseguida demostró tener buenas aptitudes y capacidades para la música, por lo que él mismo decidió hacerse monje en el Monasterio. Tomó el hábito en 1622 y profesó en 1623, siendo ordenado presbítero en 1627, y años más tarde fue nombrado maestro de capilla. Dado su amplio conocimiento de la polifonía y del órgano era conocido por toda la Orden Jerónima.
Así se pronunciaba el padre Rubio en 1951 acerca de Pedro de Tafalla: “Representa el padre Tafalla para El Escorial en el siglo XVII lo que el P. Soler en el XVIII: el maestro de los maestros, el compositor de más facundia y vuelos, el organista que lleva un ángel en cada dedo de la mano”.
Murió el 6 de marzo de 1660 en El Escorial en Madrid, España.

## Obras
En el Archivo de música del Monasterio de El Escorial se conservan muchas obras suyas, de las cuales se pueden nombrar:  
- 2 Misas: Missa verbum caro; Misa Cazadores
- 6 Lecciones: Manus tuae; Parce mihi; Spiritus meus; Quare de vulva; Quis mihi; Responde mihi.
- Lamentaciones: Lamentaciones primera y tercera para los tres días de Semana Santa
- 2 Cánticos: Magnificat; Nunc dimitis
- 4 Himnos: Ave Maris Stella; Christe redemptor ómnium; O inefable sacramento; Veni Creator
- 1 Letanía: Leatanía de Nuestra Señora
- 2 Invitatorios: Christus natus est nobis; Regem apostolorum.
- 10 Salmos: Beatus vir; Credidi; Cum invocarem; Dixit Dominus; In exitu; Laetatus sum; Lauda Jerusalem Dominum; Laudate Dominum; Miserere; Qui hábitat in arjutorio
- 2 Responsos: Ne recorderis; Qui Lazarum
- 3 Órgano: Tiento de 7.º tono de dos tiples; Medio registro alto, un tiple 2.º tono; Tiento de 2.º tono por gesolreút.[1]